# Putzeysia
Putzeysia is een geslacht van weekdieren uit de klasse van de Gastropoda (slakken).

## Soorten
- Putzeysia cillisi Segers, Swinnen & De Prins, 2009
- Putzeysia franziskae Engl & Rolán, 2009
- Putzeysia juttae Engl & Rolán, 2009
- Putzeysia wiseri (Calcara, 1842)